# Torgałyg
Torgałyg (ros. Торгалыг) – wieś w Rosji, w Tuwie, w kożuunie uług-chiemskim. W 2010 liczyła 1198 mieszkańców.